# Helen Shipman
Helen Phyllis Shipman (5 de febrero de 1899 – 13 de abril de 1984) fue una cantante, bailarina y actriz estadounidense, reconocida por su participación en musicales de Broadway, comedias de vodevil y películas de la era dorada de Hollywood.

## Primeros años y carrera
Nacida en Pittsburgh, Pensilvania, fue hija de William H. Shipman, impresor, y Annie L. Mitchell, actriz de teatro. Comenzó su carrera artística a los tres años como "Baby Phyllis" en el Teatro Duquesne de Pittsburgh. En 1908, se unió a la gira del circuito B. F. Keith con la obra Little Nemo. Posteriormente, se trasladó a Nueva York con su madre y hermana para continuar su carrera, actuando en el Teatro Palace y colaborando con el letrista Neville Fleeson. Durante este período, entabló amistad con artistas como Jimmy Durante, los Hermanos Marx y los hermanos Gershwin, siendo George Gershwin uno de sus admiradores.
En 1915, Florenz Ziegfeld la invitó a participar en su producción Midnight Frolic en la terraza del New Amsterdam Theatre. Debutó como protagonista en Broadway con el musical Oh, Boy! en 1917, seguido por Oh Lady! Lady! en 1918. En 1919, protagonizó Irene, llevando la canción "Alice Blue Gown" a audiencias de ciudades como Cleveland y Chicago. Su actuación más prolongada en Broadway fue en The Lady in Ermine (1922), con 232 funciones en el Teatro Ambassador.

## Carrera cinematográfica
Shipman participó en al menos 14 películas. Entre sus créditos destacan:
- A Little Girl in a Big City (1925) como Rose McGuire
- Christopher Bean (1933) como Ada Haggett
- Double Door (1934) como Louise
- Naughty Marietta (1935) como Marietta Franini (sin acreditar)
- San Francisco (1936) como sobreviviente del terremoto (sin acreditar)
- Small Town Girl (1936) como enfermera (sin acreditar)
- The House Across the Bay (1940) como esposa de prisionero (sin acreditar)

Su último papel cinematográfico fue en The House Across the Bay en 1940.

## Vida personal y últimos años
En 1937, Shipman contrajo matrimonio con el actor Edward Pawley, conocido por su trabajo en teatro, cine y radio. Tras su matrimonio, se retiró del mundo del espectáculo, dedicándose a la jardinería, las artes, la lectura y la música. Fue miembro activo de los Rosacruces. En 1951, la pareja se retiró al condado de Rappahannock, Virginia, donde vivieron en una granja y promovieron un estilo de vida autosuficiente.
Helen Shipman falleció el 13 de abril de 1984 en Rock Mills, Virginia, a los 85 años, debido a un fallo cardíaco. No tuvo descendencia.